# Прохор Лебедник
Прохор Лебедник (? — 10 февраля 1107) — монах Печерского монастыря, святой преподобный в Русской православной церкви, чудотворец.

## Житие
Вёл аскетичный образ жизни, ел не обычный хлеб, а собирал лебеду и, перетирал её своими руками в муку, делал себе хлеб и им питался. В летнее время он заготовлял себе такой хлеб на весь год. Он не ел ничего, кроме просфоры в церкви в келии, и не пил ничего, кроме воды, за это и был прозван «лебедником».
Во время жизни святого от постоянных войн начался голод на Руси. Прохор начал делать ещё больше хлеба из лебеды и раздавать его неимущим и погибающим от голода. Люди, чтобы пропитаться во время голода, начали тоже делать хлеб из лебеды, но не могли есть от горечи. Тогда все начали обращаться к святому, и он не отказывал никому. На вкус этот хлеб казался сладким, как будто он был смешан с мёдом. Этот хлеб давался только с благословением, а если кто брал его тайно, то такой хлеб становился чёрным и горьким.
Один из монахов взял хлеб тайно, без благословения, и начал есть. Хлеб на вкус оказался горьким сверх меры, так что он не мог его есть. Так случалось несколько раз. Придя к игумену, он рассказал ему происшедшее. Игумен, не поверив рассказу, приказал ещё раз украсть хлеб у святого. Когда хлеб был принесён, то вновь оказался горьким. Хлеб, полученный с благословением, оказывался сладким. После этого чуда Прохор прославился.
Позже, в результате междоусобиц князя Святополка Изяславича с волынским князем Давыдом Игоревичем в Киеве не стало карпатской соли. Блаженный Прохор, видя это, собрал в свою келию пепел со всех келий и, молившись, превращал пепел в чистую соль. Чем больше святой раздавал соли, тем больше её становилось, так что соли стало достаточно не только для монастыря, но и для остальных людей. Собравшись вместе, все торговцы, которые не могли торговать солью, пришли к князю Святополку с жалобой на блаженного: «Прохор, черноризец Печерского монастыря, отнял у нас большие деньги: всех неотступно привлек он к себе за солью, а мы, платящие тебе подати, не можем сбыть своей соли и через него разорились».
Князь же решил украсть соль у монаха и решить эту проблему, да ещё и заработав себе денег. Когда соль была перевезена, он пришёл сам посмотреть на неё, но увидел только пепел. Князь продержал пепел три дня и после этого приказал ночью его выкинуть. Тот пепел, который высыпали, снова превратился в соль. Тогда князю рассказали всё, что делал блаженный Прохор, и, узнав об этом, князь Святополк устыдился, пошёл в Печерский монастырь и примирился с игуменом Иоанном. Из-за этих чудес князь стал с тех пор иметь великую любовь к Пресвятой Богородице и преподобным отцам Антонию и Феодосию Печерским. Прохор прожил ещё немало лет, но потом разболелся, князь сам отнёс тело святого в пещеру и своими руками положил его во гроб.
На деле исполнил этот блаженный слово Господне: "Взгляните на птиц небесных: они ни сеют, ни жнут, ни собирают в житницу, и Отец ваш Небесный питает их" (Мф. 6:26)